# Трамакастьєль
Трамакастьєль (ісп. Tramacastiel) — муніципалітет в Іспанії, у складі автономної спільноти Арагон, у провінції Теруель. Населення — 98 осіб (2010).
Муніципалітет розташований на відстані близько 210 км на схід від Мадрида, 20 км на південний захід від міста Теруель.
На території муніципалітету розташовані такі населені пункти: (дані про населення за 2010 рік)
- Мас-де-ла-Кабрера: 44 особи
- Трамакастьєль: 54 особи

## Демографія
Динаміка населення (INE ):